# Stelletta longicladus
Stelletta longicladus är en svampdjursart som beskrevs av Arthur Dendy och Burton 1926. Stelletta longicladus ingår i släktet Stelletta och familjen Ancorinidae. Inga underarter finns listade i Catalogue of Life.